# Godzilla Generations
Godzilla Generations è un videogioco ispirato a Godzilla pubblicato esclusivamente in Giappone per console Dreamcast. Si tratta di uno dei quattro titoli di lancio del Dreamcast in Giappone. Il giocatore ha la possibilità di controllare uno dei cinque mostri del franchise e distruggere varie città. L'anno seguente fu pubblicato un sequel intitolato Godzilla Generations: Maximum Impact.

## Mostri presenti nel gioco
- Godzilla (Heisei)
- Mechagodzilla '74
- Minilla
- Godzilla '54
- Godzilla americano (Zilla)
- Giant Doctor Serizawa